# Alma (Québec)
Alma ist eine Stadt im Zentrum der kanadischen Provinz Québec. Sie liegt in der Verwaltungsregion Saguenay–Lac-Saint-Jean, etwa 200 km nördlich der Provinzhauptstadt Québec.  Der Verwaltungssitz der regionalen Grafschaftsgemeinde (municipalité régionale du comté) Lac-Saint-Jean-Est hat eine Fläche von 196,54 km² und zählt 30.776 Einwohner (Stand: 2016).

## Geographie
Alma liegt etwa neun Kilometer vom Ostufer des Lac Saint-Jean entfernt. Dieser See, das drittgrößte Binnengewässer der Provinz Québec, besitzt zwei Abflüsse: La Grande Décharge im Norden und La Petite Décharge im Süden. Beide vereinigen sich etwas östlich der Stadt zum Rivière Saguenay, einem bedeutenden Zufluss des Sankt-Lorenz-Stroms. Die Grande Décharge wird durch ein Wasserkraftwerk zu einem See mit mehreren kleinen Inseln gestaut, an dessen Nordufer liegen die Siedlungen Delisle und L’Isle-Maligne. Auf der Île d’Alma, der 13 Kilometer langen Insel zwischen Grande Décharge und Petite Décharge, liegen die Stadtteile Naudville und Riverbend. Das eigentliche Zentrum von Alma befindet sich am Südufer der Petite Décharge. Das Gelände in Ufernähe des Lac Saint-Jean ist weitgehend flach und geht östlich der Stadt allmählich in leicht hügeliges Terrain über.
Nachbargemeinden sind Saint-Henri-de-Taillon im Nordwesten, L’Ascension-de-Notre-Seigneur im Norden, Labrecque im Nordosten, Saint-Nazaire im Osten, Larouche im Südosten, Saint-Bruno im Süden und Saint-Gédéon im Südwesten.

## Geschichte
Als erster Siedler und Stadtgründer gilt Damase Boulanger. Er lebte ab 1856 sporadisch bei den Stromschnellen der Petite Décharge, um den Betrieb der Holzrutsche zu überwachen, die vom Papierunternehmen Price Brothers dort installiert worden war. 1867 ließ er sich mit seiner Familie dauerhaft nieder. Der Ortsname erinnert an die Schlacht an der Alma, die 1854 während des Krimkriegs stattfand. Die Gemeinde Saint-Joseph-d’Alma entstand 1879 durch eine Abspaltung von Hébertville. Das Dorf war zu Beginn überwiegend von der Landwirtschaft geprägt. Dies änderte sich in den 1920er Jahren durch den Bau eines Wasserkraftwerks, gefolgt von mehreren energieintensiven Industriebetrieben. Aufgrund der rasanten Industrialisierung erhielt die Gemeinde Saint-Joseph-d’Alma 1924 den Stadtstatus. 1954 kürzte sie ihren Namen zu Alma. Im Jahr 1962 wurden Isle-Maligne, Naudville und Riverbend eingemeindet, 2001 folgte die Eingemeindung von Délisle.

## Bevölkerung
Gemäß der Volkszählung 2011 zählte Alma 30.904 Einwohner, was einer Bevölkerungsdichte von 158,0 Einw./km² entsprach. 98,9 % der Bevölkerung gaben Französisch als Hauptsprache an, der Anteil des Englischen betrug 0,5 %. Als zweisprachig (Französisch und Englisch) bezeichneten sich 0,2 %, auf andere Sprachen und Mehrfachantworten entfielen 0,4 %. Ausschließlich Französisch sprachen 84,2 %. Im Jahr 2001 waren 95,2 % der Bevölkerung römisch-katholisch, 1,4 % protestantisch und 2,8 % konfessionslos.

## Wirtschaft und Verkehr
Alma gehört zur weltweit bedeutendsten Aluminium-Produktionsregion, die auch die nahe Stadt Saguenay umfasst. Das rund vier Kilometer nordwestlich des Stadtzentrums gelegene Werk des Konzerns Rio Tinto Alcan produziert jährlich rund 400.000 Tonnen Aluminium. Für seinen hohen Eigenbedarf betreibt Rio Tinto Alcan in der Region sechs Wasserkraftwerke. Eines davon befindet sich auf Stadtgebiet, die Centrale de l’Île Maligne an der Grande Décharge mit einer installierten Leistung von 448 MW. Das zweite industrielle Standbein ist die Holzverarbeitung. Neben der Papierfabrik von Resolute Forest Products gibt es in Alma unter anderem mehrere Sägewerke, zwei Hersteller von Fertighäusern und eine Granulatfabrik. Der Tourismus wird in letzter Zeit gezielt gefördert.
Durch das Zentrum von Alma führt die Route 169, die rund um den Lac Saint-Jean verläuft. Von dieser zweigen weitere Hauptstraßen ab: die Route 170 nach Jonquière und Saint-Siméon und die Route 172 nach Chicoutimi und Tadoussac. Fernbuslinien der Gesellschaft Intercar verbinden Alma mehrmals täglich mit Chicoutimi, Dolbeau und Québec. Vier Kilometer südlich des Stadtzentrums befindet sich ein kleiner Flughafen mit einer rund 1300 Meter langen Start- und Landebahn. Dem westlichen Stadtrand entlang verläuft eine Eisenbahnstrecke, die dem Güterverkehr zum Aluminiumwerk dient.

## Städtepartnerschaft
- Falaise in der Normandie (Frankreich), seit 1969

## Persönlichkeiten
- Roch Pedneault (1927–2018), katholischer Geistlicher, Weihbischof in Chicoutimi
- Lucien Bouchard (* 1938), Politiker
- Michel Côté (1950–2023), Schauspieler
- Mario Tremblay (* 1956), Eishockeyspieler- und trainer
- Michel Jean (* 1960), autochthoner Autor, Journalist und Nachrichtensprecher
- Mélanie Turgeon (* 1976), Skirennläuferin
- François-Louis Tremblay (* 1980), Shorttracker
- Guillaume Desbiens (* 1985), Eishockeyspieler
- Léandre Bouchard (* 1992), Mountainbiker
- Charles Hudon (* 1994), Eishockeyspieler
- François Gauthier-Drapeau (* 1998), Judoka

## Bilder

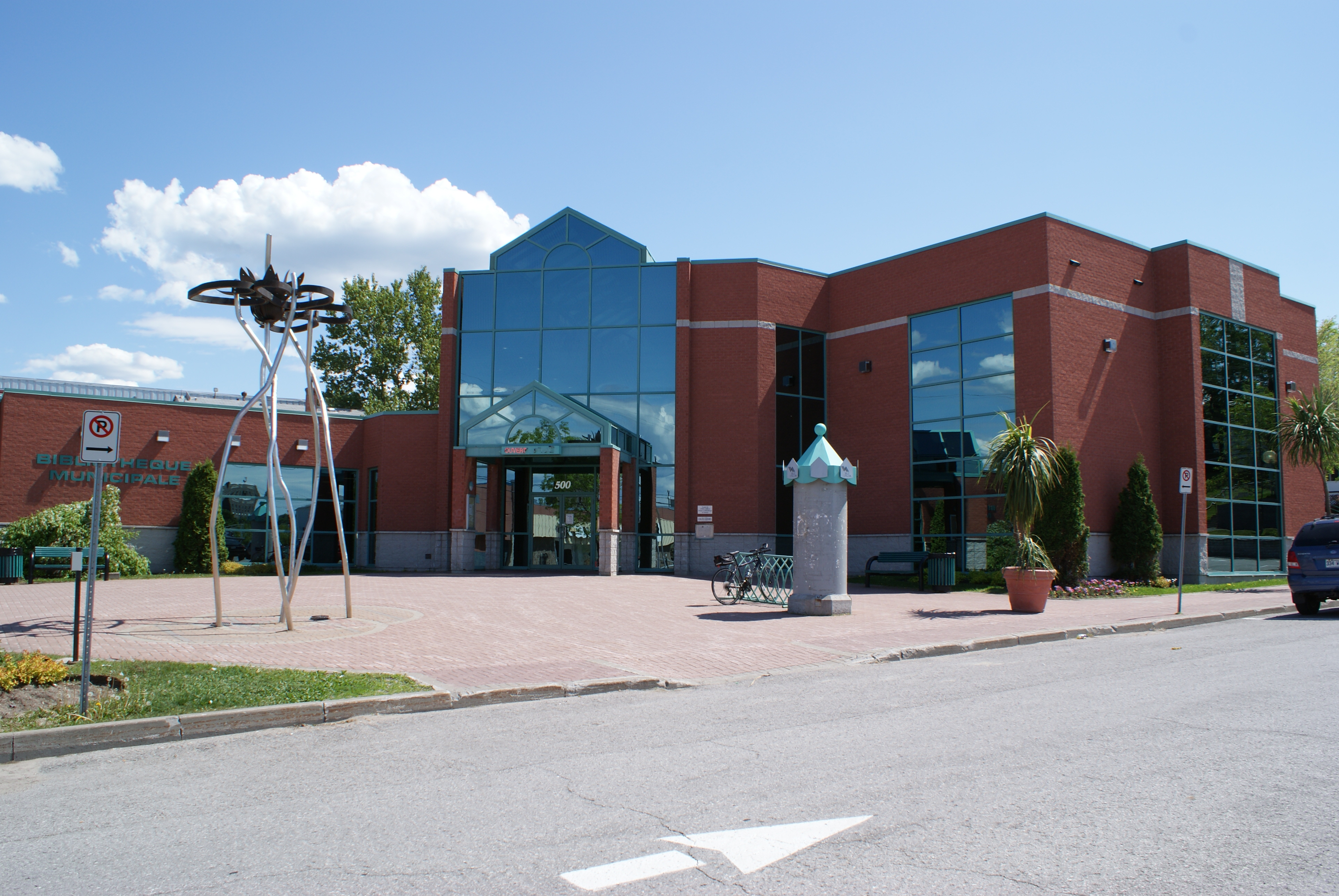
Stadtbibliothek
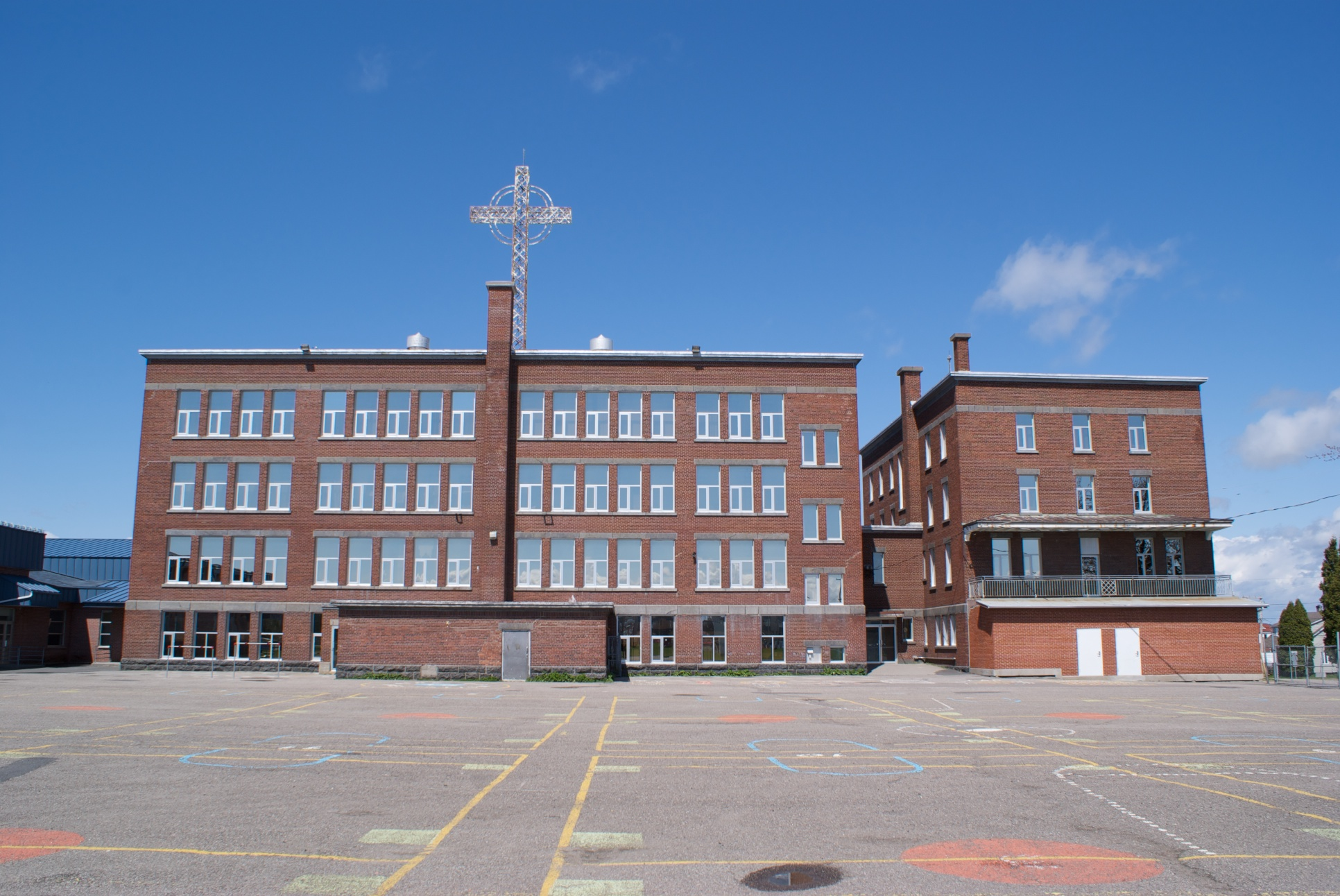
Schulhaus Saint-Joseph
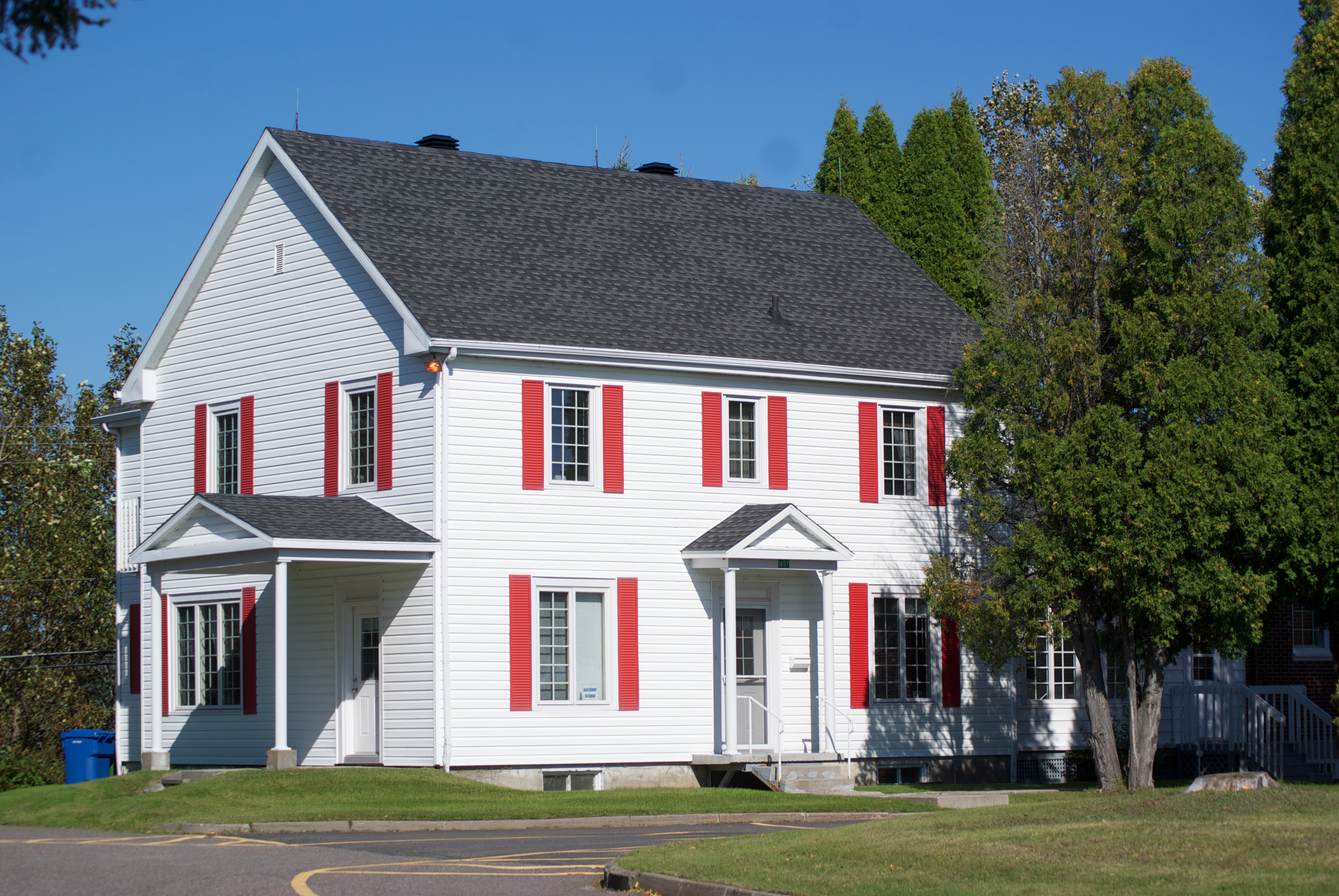
Pfarrhaus von Isle-Maligne
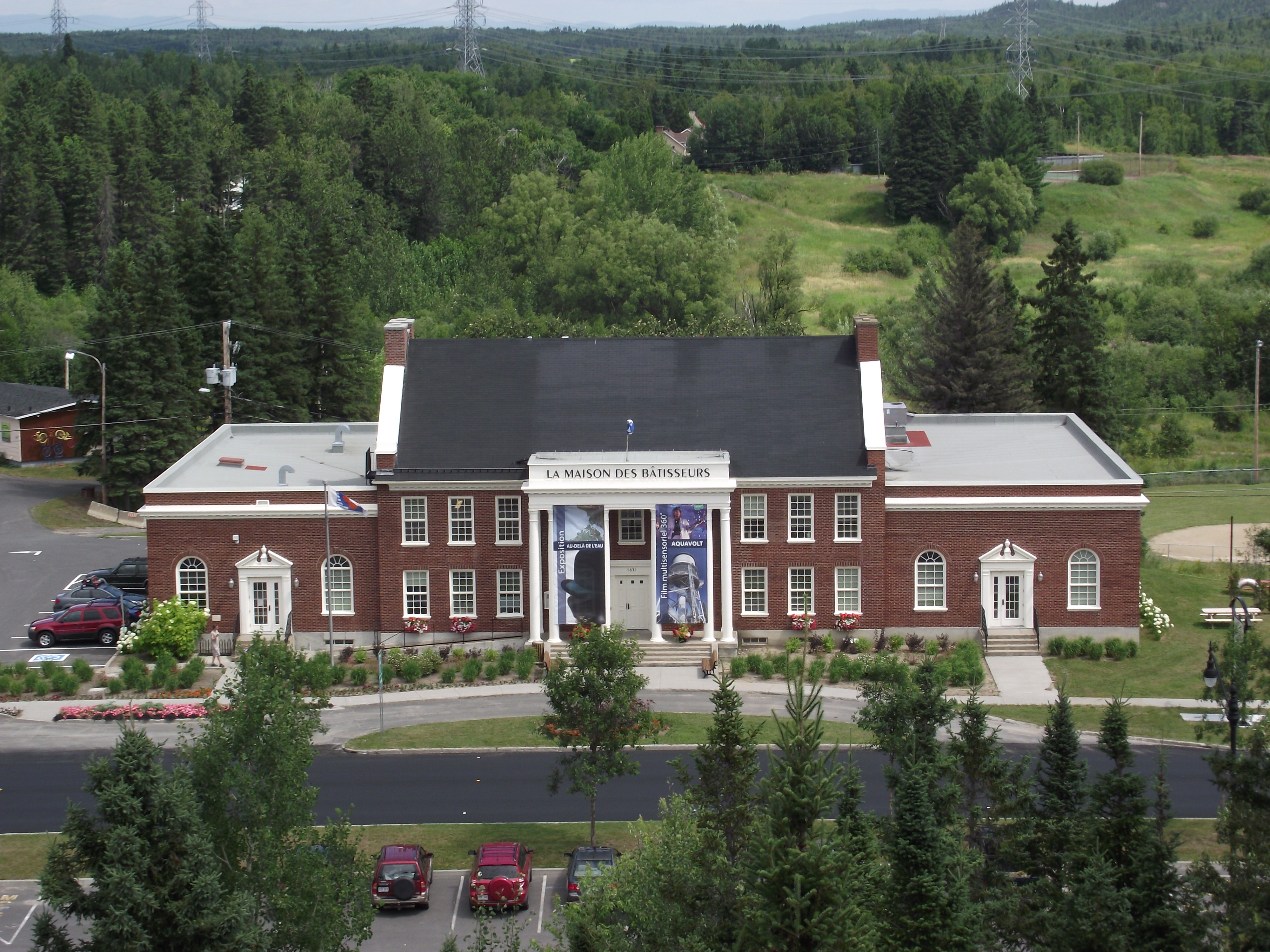
Ehemaliges Rathaus von Isle-Maligne
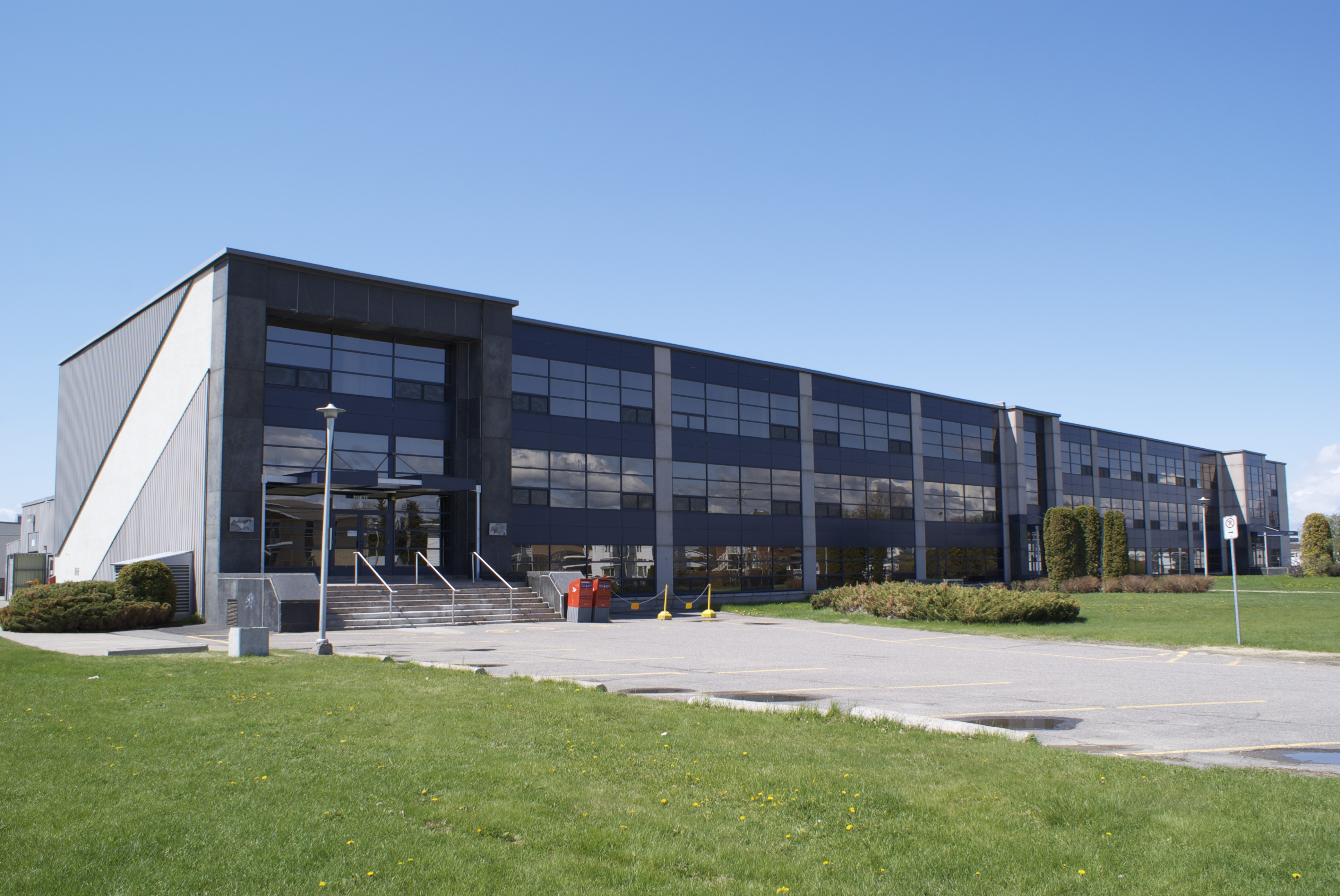
Collège d’Alma
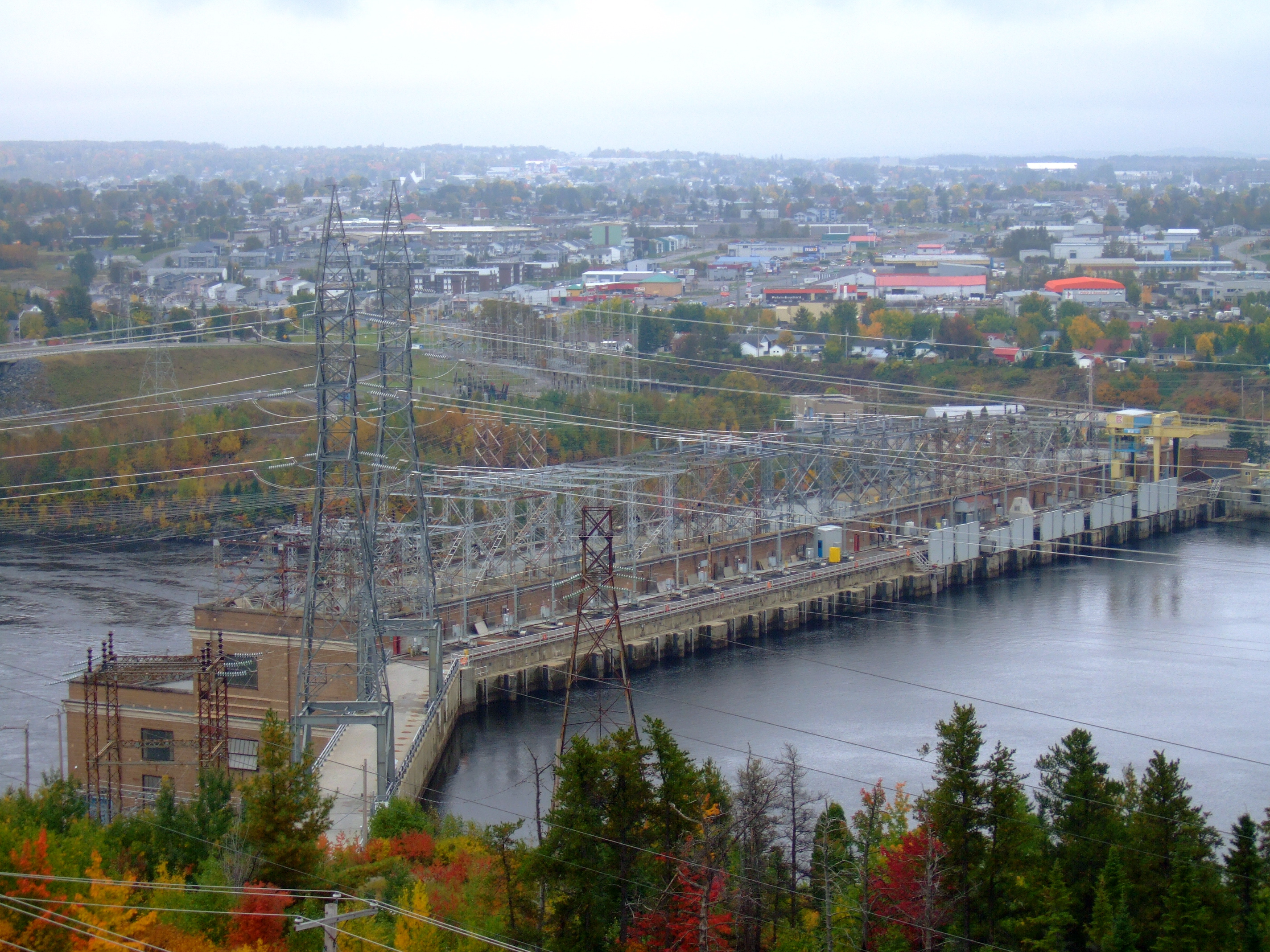
Wasserkraftwerk
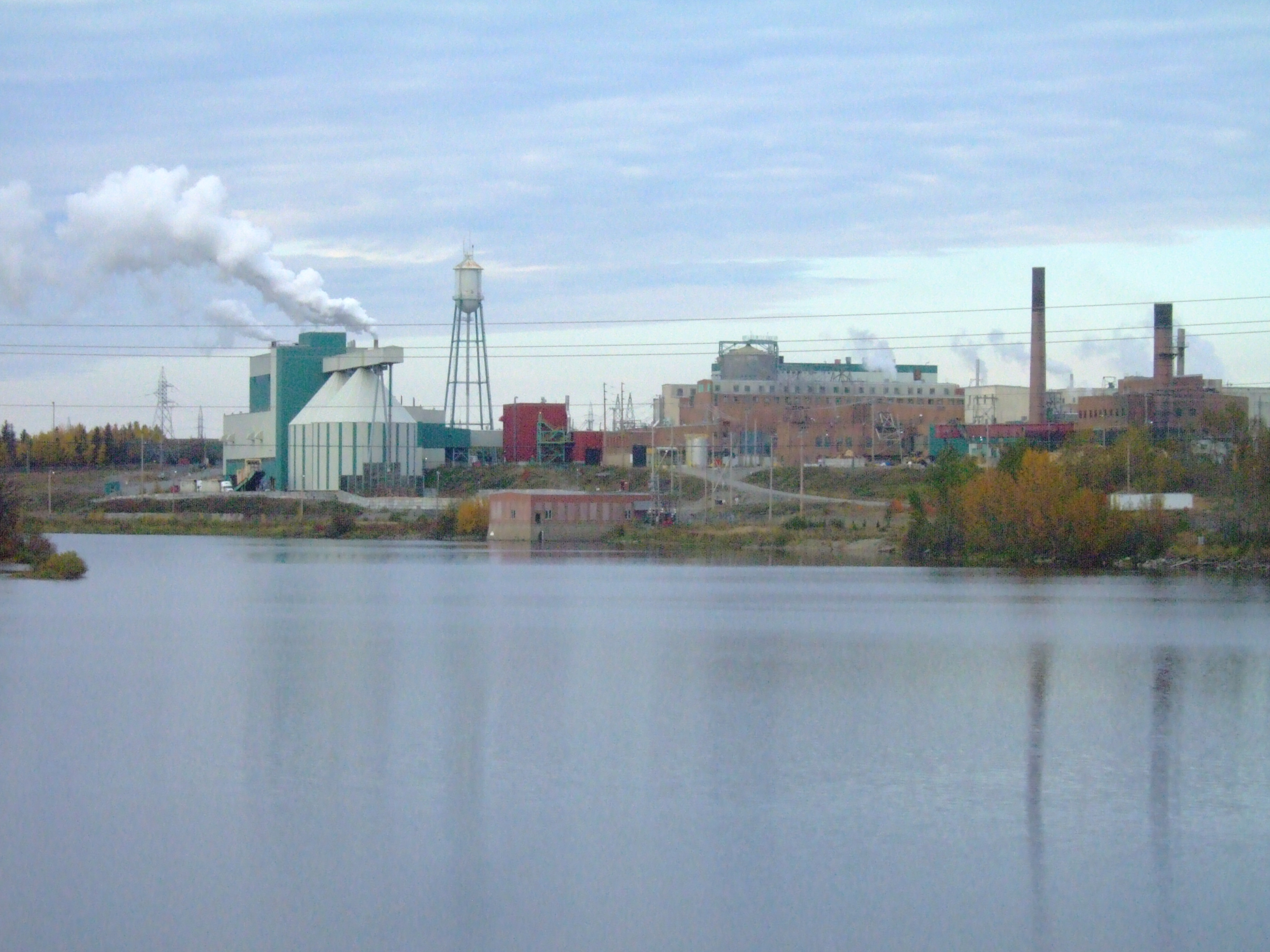
Papierfabrik
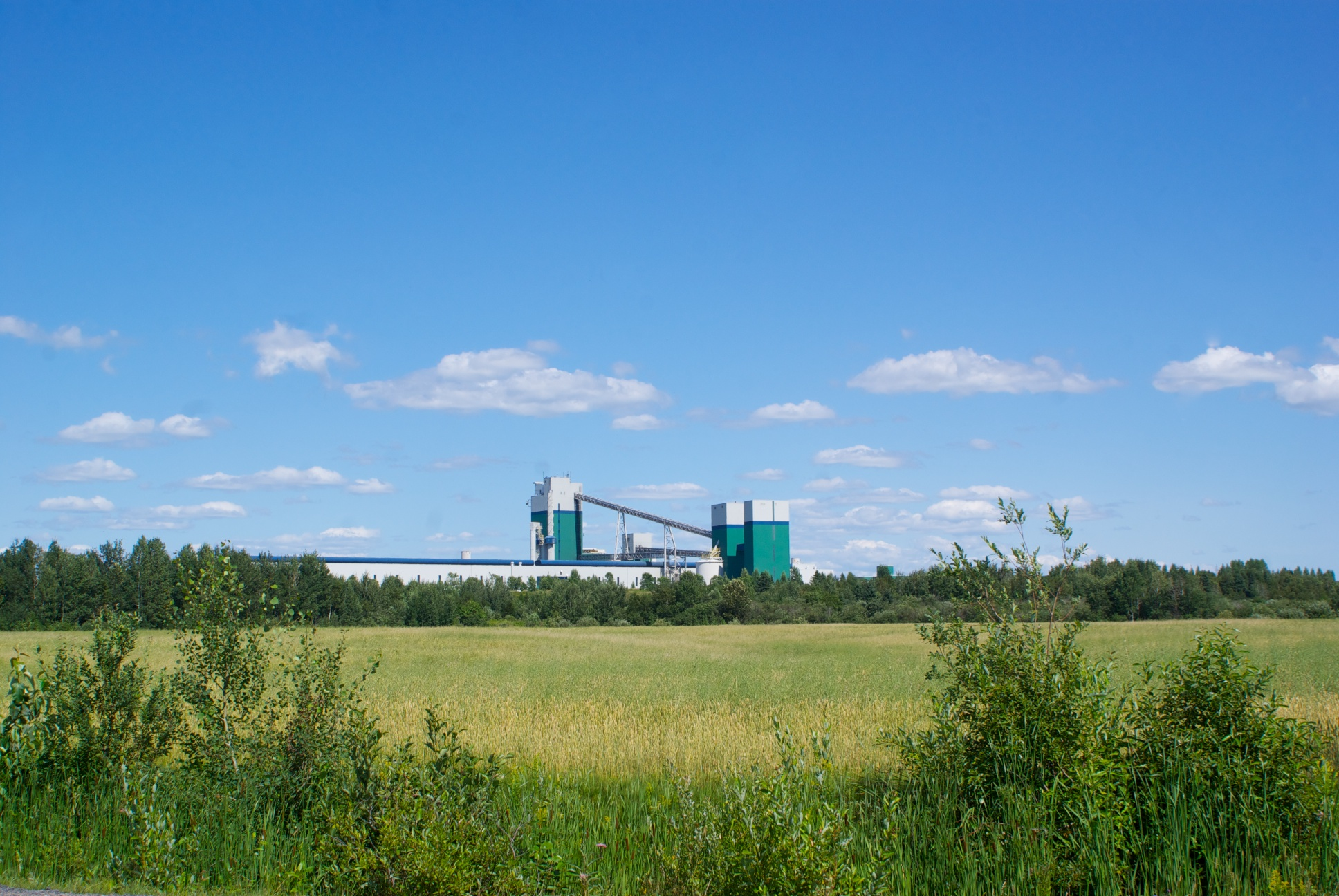
Aluminiumwerk
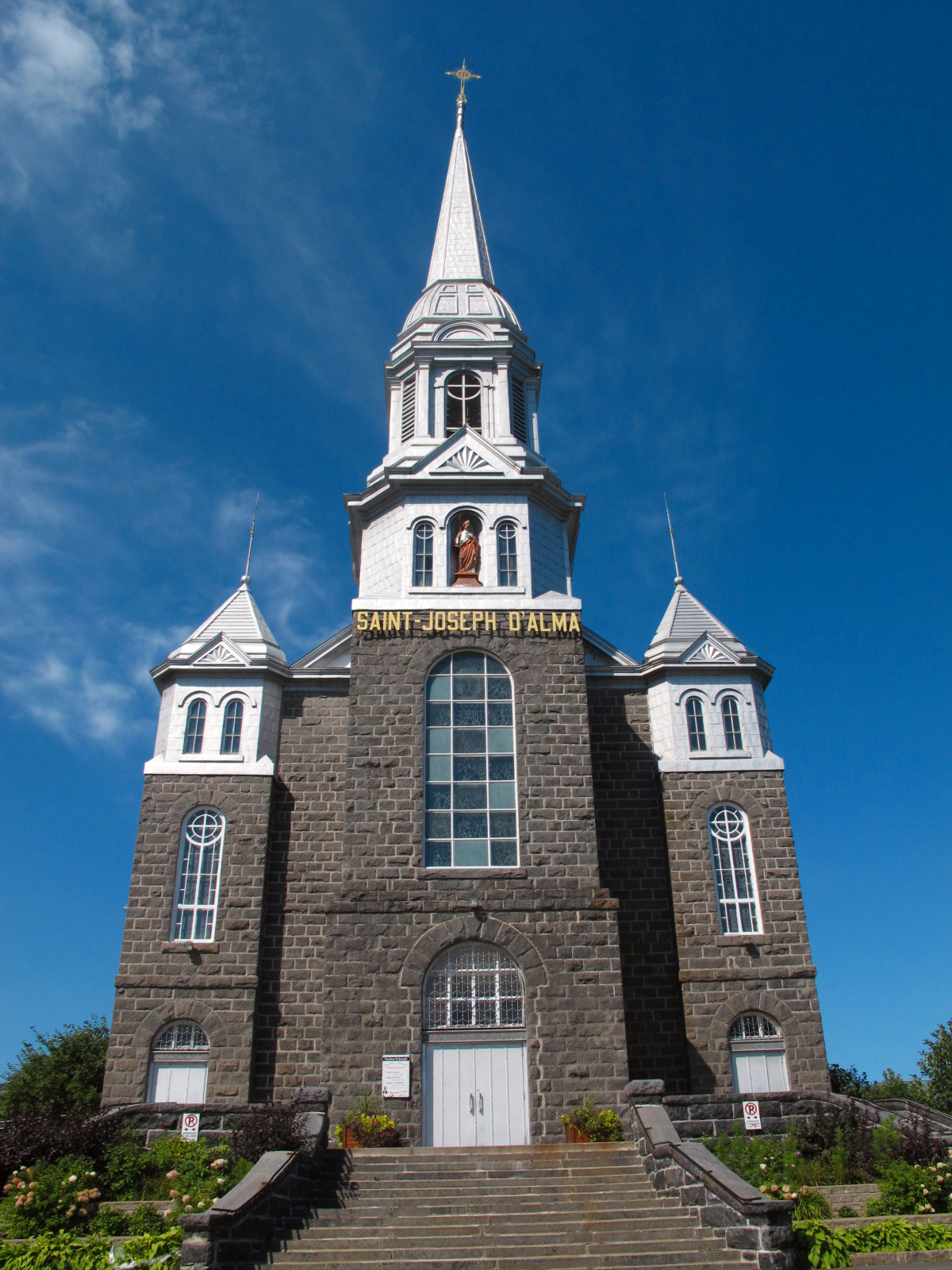
Kirche Saint-Joseph-d’Alma